# 希沃 (滨海夏朗德省)
希沃（法語：Chives，法語發音：[ʃiv]）是法国滨海夏朗德省的一个市镇，位于该省东部，属于圣让当热利区。

## 地理
希沃（45°57'29"N, 0°7'37"W）面积20.66 平方千米，位于法国新阿基坦大区滨海夏朗德省，该省份为法国西部滨海省份，北起旺代省，西临大西洋，南至吉倫特省，东南接多爾多涅省，东北接德塞夫勒省接壤，东临夏朗德省。
与希沃接壤的市镇（或旧市镇、城区）包括：巴伯济耶尔、莱古尔、吕普索、朗维尔-布勒约、方丹沙朗德赖、维利耶库蒂尔。

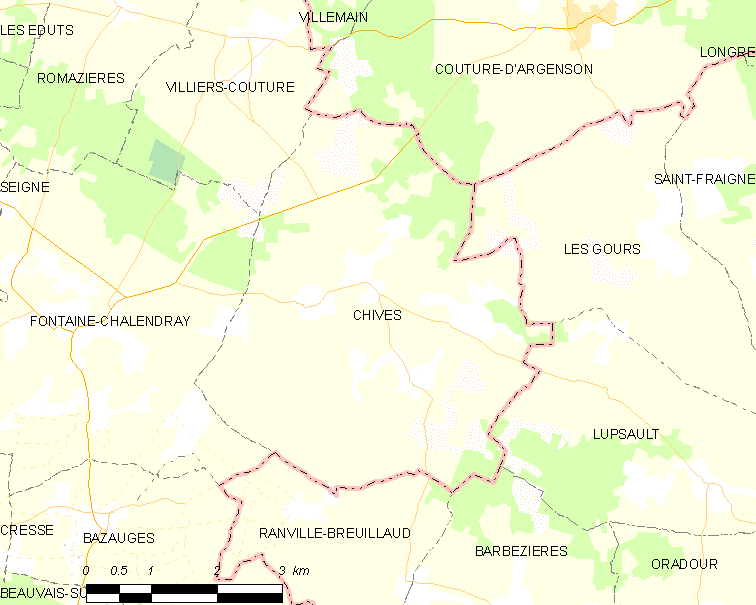
的OSM定位图

希沃的时区为UTC+01:00、UTC+02:00（夏令时）。

## 行政
希沃的邮政编码为17510，INSEE市镇编码为17105。

## 政治
希沃所属的省级选区为马塔县。

## 人口

1962-2008年间人口变化图示

希沃于2022年1月1日时的人口数量为309人。